# خلل وظيفي في العصب الإبطي
خلل وظيفي في العصب الإبطي (بالإنجليزية: Axillary nerve dysfunction)‏ هو أي اضطرابٌ يسبب ضررًا في العصب الإبطي. لا يُمكن تحديد السبب الدقيق للخلل الوظيفي في العصب الإبطي بواسطة تخطيط كهربائية العضل.
يتفرع العصب الإبطي من الضفيرة العضدية، ويُعصب العضلة المثلثة والعضلة المدورة الصغيرة.